# Prudencio Rodríguez Chamorro
Prudencio Rodríguez Chamorro (1874-1955) fue un político y funcionario español, gobernador civil de la provincia de Gerona durante la dictadura de Primo de Rivera y presidente de la Diputación Provincial de Zamora durante la dictadura franquista.

## Biografía
Nació en Fuentesaúco (Zamora) en 1874.
Estuvo destinado en Zamora, Madrid, Santander y en el Protectorado español en Marruecos.
Jefe de policía de Figueras y comisario de Frontera, ejerció de gobernador civil de la provincia de Gerona entre 1925 y 1930.
Presidente de la Diputación Provincial de Zamora durante la dictadura franquista, promovió el Hospital Rodríguez Chamorro en el campo de los Cascajos de la capital zamorana, que, abierto en 1955 pasó a llevar sus apellidos.
Falleció en Zamora en 1955.
Fue padre del también político Luis Rodríguez de Miguel. Fue suegro del arquitecto Josep Claret Rubira, casado con su hija María Rodríguez de Miguel.